# Ceroxyloideae
Ceroxyloideae es una subfamilia de plantas de flores perteneciente a la familia Arecaceae. Tiene las siguientes tribus.

## Tribus
Según Wikispecies
- Ceroxyleae - Cyclospatheae - Hyophorbeae

Según GRIN
- Ceroxyleae
- Cyclospatheae
- Phytelepheae